# Ealdorman
In der vom 9. bis ins 11. Jahrhundert etablierten angelsächsisch-dänischen Herrschaftsordnung im frühen England stand der Ealdorman (deutsch Aldermann, latinisierte Form: comes) an der Spitze eines Shire (= Grafschaft), der wichtigsten administrativen Einheit der ehemals angelsächsischen Teilreiche. Zusammen mit dem jeweiligen Bischof führte er den Vorsitz im Grafschaftsgericht und befehligte im Kriegsfall das Aufgebot der Grafschaft, das er als mächtiger Grundbesitzer durch seine oftmals umfangreiche persönliche Gefolgschaft verstärkte.
Außerdem gehörte er dem Witenagemot, dem Rat der Großen des Landes, an. Als Witan war er Berater in allen wichtigen Fragen der Königsherrschaft und übte Einfluss auf die Königswahl aus.
Der Ealdorman gehörte stets dem Hochadel an und war sogar oft mit dem Königshaus verwandt. Er war dem Namen nach ein königlicher Amtsträger, der vom König in sein Amt eingesetzt wurde, aber auch wieder von diesem entlassen werden konnte. In der Spätzeit wurden oft mehrere Shires unter einem Ealdorman zusammengefasst, so dass diese Stellung immer mehr aufgewertet wurde, bis sie unter König Knut geradezu den Rang eines Grafen (nordisch Jarl, abgeleitet Earl) erlangten.
Einer der bekanntesten Ealdormen/Earls ist wohl Harald Godwinson of Wessex, der spätere Harald II.